# Monaster Morača
Monaster Morača – prawosławny męski klasztor w Czarnogórze, w jurysdykcji Metropolii Czarnogóry i Przymorza Serbskiego Kościoła Prawosławnego. Położony w górach, w dolinie rzeki Moračy, w gminie Kolašin.
Fundatorem klasztoru był Stefan Wukanowicz Nemanicz, który wybudowano w latach 1251-1252. W tym okresie powstała główna świątynia monasterska – cerkiew Matki Bożej: budowla jednonawowa z wyraźnie wyodrębnionym przedsionkiem, kryta namiotowym dachem z bębnem. Do północnej ściany przedsionka dostawiona jest osobna kaplica św. Eliasza, zaś prezbiterium ma formę półkolistej absydy. Cerkiew należy do tzw. szkoły raszkańskiej, która nawiązuje swym stylem do architektury wczesnobizantyńskiej (V-VII w.) jak i bizantyńskiej z wieków XI-XII. Powoduje to, że w cerkwi przeplatają się motywy zarówno bizantyńskie jak i romańskie.
Freski dekorujące wnętrze cerkwi wykonano w XV i XVI wieku. Jedynie malowidła w kaplicy św. Eliasza są starsze i pochodzą z okresu budowy świątyni. Najsłynniejszy fragment ukazuje proroka Eliasza karmionego przez gawrony. Kopia tego fresku znajduje się przy wejściu do nawy, po lewej stronie.

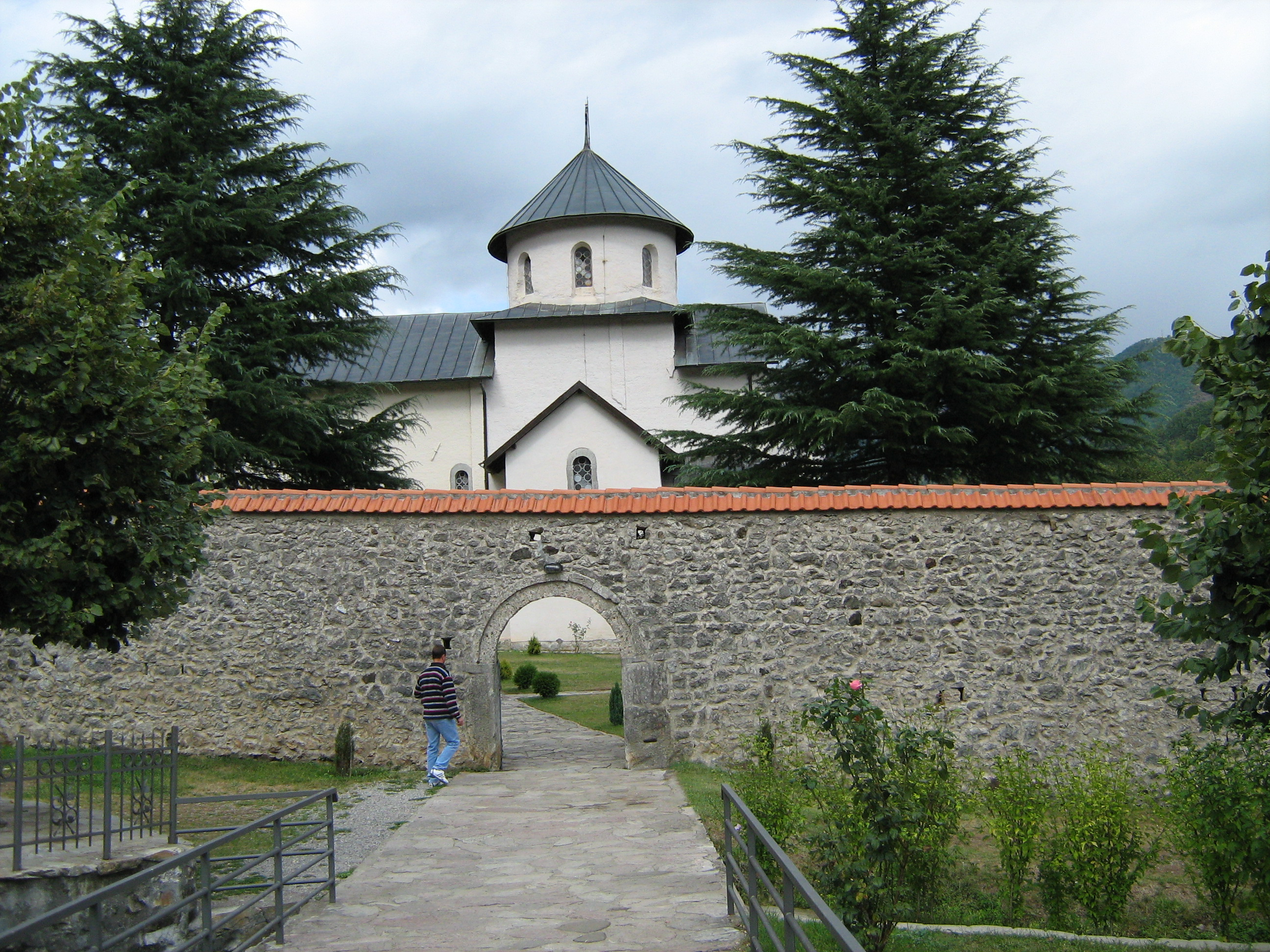
Wejście na teren monasteru
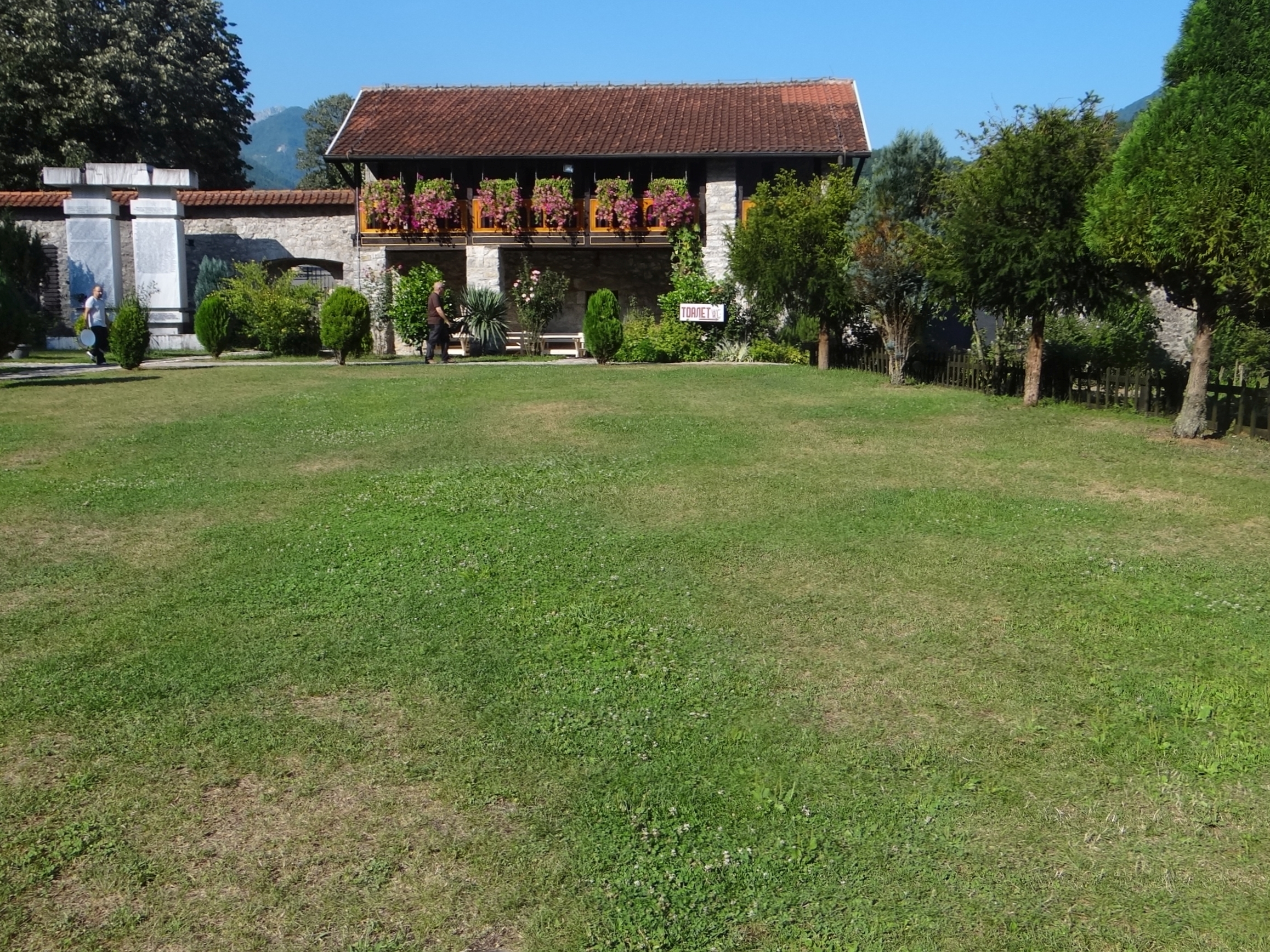
Ogród
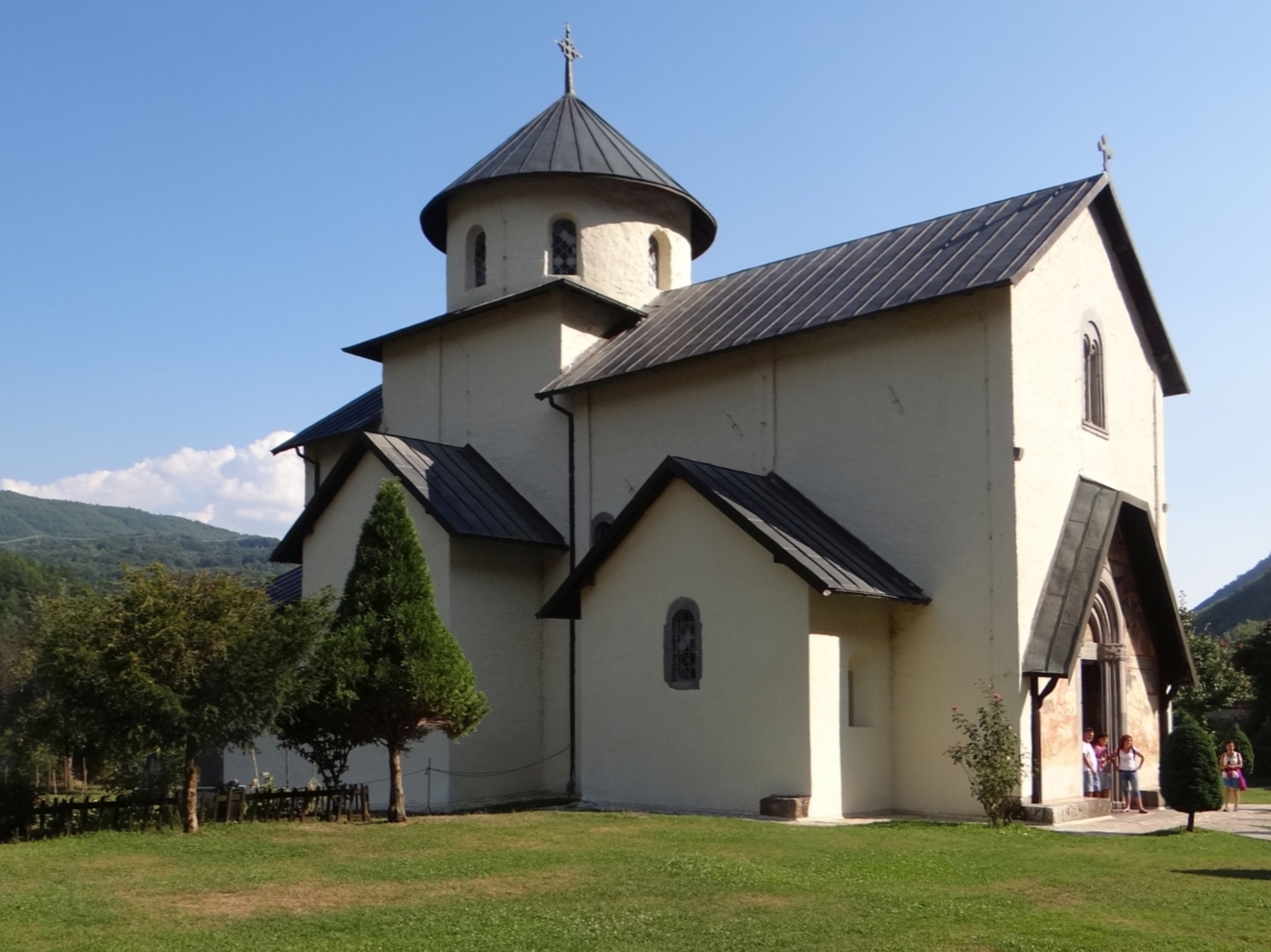
Główna cerkiew
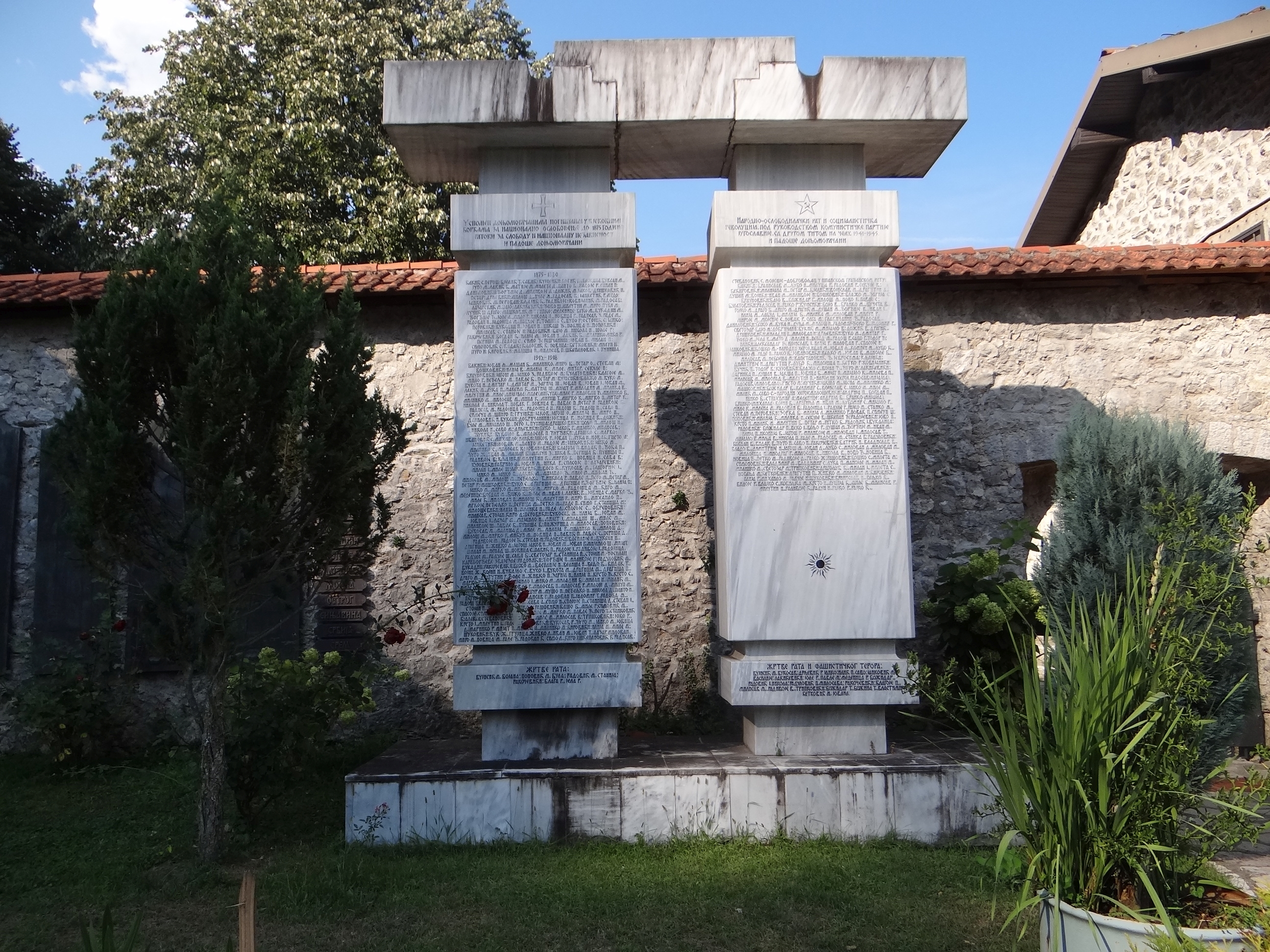
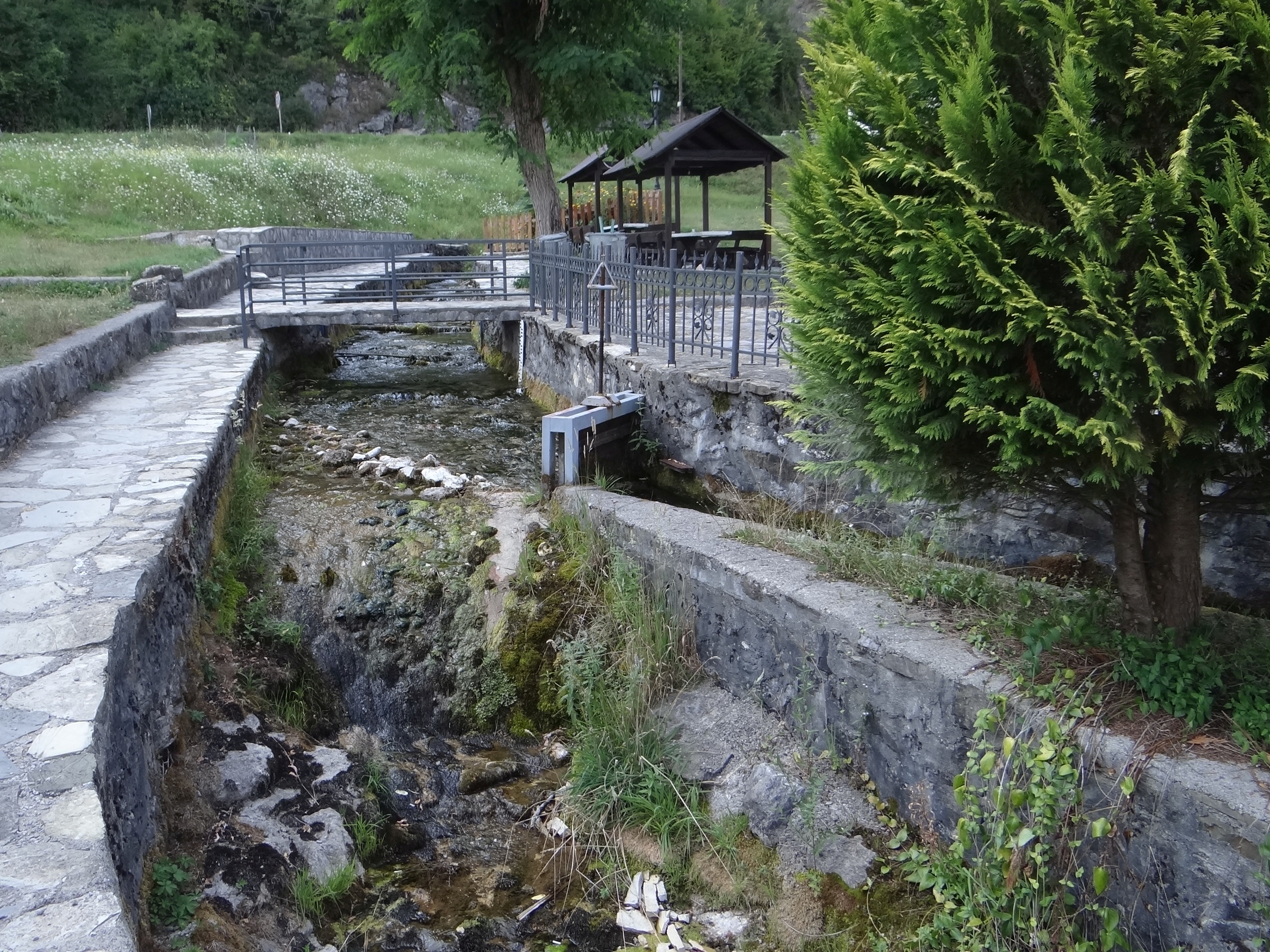

W 1504 w czasie najazdu tureckiego monaster został splądrowany i spalony, odbudowano go w 1574. W 1. poł. XVII wieku powstały przechowywane obecnie w cerkwi ikony oraz ikonostas; autorami większości z nich są pop Strahinj z Budimlja, Georgije Mitrofanović oraz mistrz Kosma. Ten ostatni, mnich ze świętej Góry Athos, jest także autorem monumentalnej ikony „Żywot św. Sawy i św. Nemanji”.
W 1635 wzniesiono również drugą świątynię monasterską, której patronem jest św. Mikołaj (wnętrze dekorowane freskami w XVIII w.). W monasterze działa jeszcze świątynia pod wezwaniem św. Szczepana. Cerkwie otacza kompleks ogrodów z budynkami mieszkalnymi dla mnichów. W centralnej części zespołu zabudowań znajduje się grobowiec fundatora klasztoru. W budynku konaku mieści się zaś skarbiec, w którym przechowuje się cenne ikony, ornaty i inne przedmioty obrzędowe. Znajduje się w nim także egzemplarz najstarszej drukowanej cyrylicą księgi Słowian południowych – Oktoih (Октоих) z 1493. Inny jej egzemplarz przechowywany jest w drugim ważnym monasterze czarnogórskim – w Monasterze Cetyńskim. W monasterze przechowywane są relikwie ręki św. Charłampa. Jest to znaczący ośrodek pielgrzymkowy oraz turystyczny.
Według danych z 2010, w klasztorze przebywa trzech mnichów.